# Лукин, Юрий Серафимович
Юрий Серафимович Лукин (19 января 1938, Кемерово, Новосибирская область — 2009, Кемерово) — советский футболист, защитник. Мастер спорта СССР (1962).
Воспитанник нальчикского футбола. Практически всю карьеру в командах мастеров провёл во второй по силе лиге первенства СССР. Выступал за команды «Шахтёр» / «Химик» / «Кузбасс» Кемерово (1957—1961, 1966—1968) и «Труд» Воронеж (1961—1965). В 1961 году в составе «Труда» сыграл 22 матча в чемпионате СССР.